# Vittorio Albasini Scrosati
Vittorio Albasini Scrosati (Monza, 12 settembre 1903 – 25 gennaio 1991) è stato un antifascista e politico italiano.

## Biografia
Figlio di Ermanno Albasini Scrosati, deputato liberale, studia giurisprudenza dapprima a Pavia e poi a Milano, dove si laurea in legge. Negli anni dell'università si avvicina agli ambienti giovanili antifascisti legati a Carlo Rosselli, che era allora assistente volontario alla cattedra di economia. Collabora al periodico "Pietre", dove conosce il direttore Lelio Basso, fino al 12 aprile 1928; dopo l'attentato a Vittorio Emanuele III una retata dell'OVRA porta all'arresto dei componenti della redazione e di tutti i collaboratori sparsi per l'Italia. 
Sfuggito alla retata rimane in disparte fino al 1931, quando fonda la prima sezione italiana di Giustizia e Libertà con Riccardo Bauer, Ernesto Rossi e Umberto Ceva, che di li a poco sono arrestati assieme a Ferruccio Parri e Emilio Lussu.
Sfuggito per la seconda volta alla cattura viene alfine arrestato sul finire dello stesso anno a causa dell'attività poco prudente del professore belga Léo Moulin, sceso in Italia per sostenere la rivoluzione antifascista propugnata da Giustizia e Libertà. Scrosati sconta due anni di carcere a Spoleto. A pena espiata, si ritira a vita privata esercitando la professione di avvocato sotto il rigido controllo dei fascisti. Riprende la propria attività politica solo nel 1940 con Ferruccio Parri, col quale lavora alla rete organizzativa del Partito d'Azione, fondato nel 1942 per combattere il fascismo nel momento in cui i primi insuccessi della guerra ne minavano la fiducia della gente.
Dopo la caduta del fascismo entra a far parte del Comitato di Liberazione Nazionale Alta Italia come rappresentante del Partito d'Azione assieme a Riccardo Lombardi e Ferruccio Parri. 
Nel 1945 viene nominato membro della Consulta nazionale. Diventato presidente del consiglio Parri ottiene dal consiglio dei ministri la sua nomina a presidente della Cassa di Risparmio delle Provincie Lombarde. Il decreto viene tuttavia ritirato con l'avvento del primo governo di Alcide De Gasperi.